# Odonaspis phragmitis
Odonaspis phragmitis är en insektsart som beskrevs av Hall 1935. Odonaspis phragmitis ingår i släktet Odonaspis och familjen pansarsköldlöss. Inga underarter finns listade i Catalogue of Life.